# ارس کوهی
ارس کوهی (نام علمی: Juniperus monticola) نام یک گونه از سرده ارس‌ها است.